# Svindlaren Felix Krull
Svindlaren Felix Krull är en västtysk dramakomedifilm från 1958 i regi av Kurt Hoffmann. Filmen är baserad på delar av Thomas Manns ofullbordade roman Svindlaren Felix Krulls bekännelser. Filmen tilldelades senare Golden Globe för bästa icke engelskspråkiga film.

## Rollista
- Horst Buchholz - Felix Krull
- Liselotte Pulver - Zaza
- Ingrid Andree - Zouzou Kuckuck
- Susi Nicoletti - Madame Houpflé
- Paul Dahlke - prof. Kuckuck
- Ilse Steppat - Maria Pia Kuckuck
- Walter Rilla - Lord Kilmarnock
- Alice Treff - Venostas mor
- Peer Schmidt - Marquis de Venosta
- Werner Hinz - läkaren
- Heinz Reincke - Stanko
- Paul Henckels - Schimmelpreester
- Heidi Brühl - Eleanor
- Ralf Wolter - presentatören